# 27724 Jeannoël
27724 Jeannoël è un asteroide della fascia principale. Scoperto nel 1990, presenta un'orbita caratterizzata da un semiasse maggiore pari a 2,3116628 au e da un'eccentricità di 0,1868856, inclinata di 3,15791° rispetto all'eclittica.
L'asteroide era stato inizialmente battezzato 27724 Jeannoel per poi essere corretto nella denominazione attuale.
L'asteroide è dedicato al pittore francese Alexandre Jean Noël.